# Maria Ana de Saboia (1757-1824)
Maria Ana Carolina Gabriela de Saboia (em italiano: Maria Anna Carolina Gabriella di Savoia; Turim, 17 de dezembro de 1757 – Stupinigi, 11 de outubro de 1824) foi uma princesa da Sardenha por nascimento e de duquesa de Chiablese por casamento. Era irmã de Maria Josefina de Saboia, esposa do futuro Luís XVIII da França e de Maria Teresa de Saboia esposa do futuro Carlos X da França.

## Biografia
Maria Ana nasceu no dia 17 de dezembro de 1757 no Palácio Real, Turim, ela era filha do rei Vítor Amadeu III da Sardenha e da infanta Maria Antônia da Espanha, filha doo rei Filipe V da Espanha e de Isabel Farnésio, nascida princesa de Parma.
Ela foi dada em casamento com seu tio Benedito de Saboia, duque de Chablais. O casamento foi celebrado em Turim em 19 de março de 1775; a união não resultou em filhos. Ele tinha boas relações com as cunhadas Maria Clotilde da França, irmã do rei Luís XVI da França e Maria Teresa da Áustria-Este e também com Benedito, mas sempre viu como seu tio e não como um marido. Na ocupação francesa por Napoleão e do Tribunal, ela e o marido eles deixaram Turim para a Sardenha, onde permaneceram até o final de 1799 e, em seguida, deixar a ilha e se mudar para Roma. Viúvo em 1808, ela passou a viver no palácio Chiablese, que mais tarde legou para Carlo Felice di Savoia. Em 1820 ele comprou Villa Rufinella de Luciano Bonaparte, irmão do  ditador Napoleão Bonaparte. Maria Ana morreu no Palácio de caça de Stupinigi em 11 de outubro 1824 com a idade de sessenta e seis anos.